# 楚卡瑞奇基足球俱樂部
楚卡瑞奇基足球俱樂部是塞爾維亞的一家足球俱樂部，主場位於貝爾格萊德下屬市鎮丘卡里察。俱樂部現在參加塞爾維亞足球超級聯賽的賽事。俱樂部的主場球場是楚卡瑞奇基球场，可以容納4,070名觀眾。
俱乐部赢得了2014–15赛季的塞尔维亚杯。在联赛中，他们分别在2014–15赛季、2015–16赛季、2020–21赛季和2021–22赛季四次取得季军，但从未取得冠军或亚军。